# Terremoto de Cañete de 2022
El terremoto de Cañete de 2022 fue un terremoto de 5,4 que azotó el Departamento de Lima, Perú, el jueves 12 de mayo de 2022 a las 16:55 hora local. El terremoto causó daños menores y algunas víctimas en el área de Lima. Varias casas se derrumbaron a causa del terremoto.

## Desarrollo
El terremoto ocurrió al sureste de la capital peruana Lima. Tuvo su centro a 11 km al noroeste del distrito de San Bartolo que forma parte de Lima metropolitana. El sismo tuvo un MMI máximo de VII (Muy fuerte) en San Bartolo, y una intensidad de V (Moderada) en Lima centro.
El área ya había sido afectada por el anterior sismo de Mala de 2021.

## Consecuencias
Se produjeron daños materiales principalmente en Lima. Cuatro casas de adobe se derrumbaron y otras diecisiete resultaron dañadas. Una de estas casas colapsadas hirió a tres personas en Huaral, todas mayores de 50 años. Tres niños pequeños resultaron heridos y una joven de 16 años cayó del tercer piso de su casa. En total, once personas resultaron heridas. Un niño de cuatro años en Lima resultó herido y luego murió en el hospital después de caerse de un edificio durante el terremoto, y una mujer de 84 años murió de un ataque al corazón.
Una carretera costera en la Costa Verde sufrió deslizamientos de tierra de los barrancos que la protegen, lo que provocó cierres ocasionales del circuito de playas.